# Marie de Grandmaison
Marie de Grandmaison, död 1794, var en fransk operasångerska. Hon åtalades för förräderi och avrättades med giljotin under skräckväldet.
Hon var engagerad vid Comédie-Italienne, där hon debuterade 1782. 
Hon implicerades av Louis-Guillaume Armand i en konspiration för att hjälpa baron Jean-Pierre de Batz att fly ur fängelset. 